# Ålgård
Ålgård er en by der er administrationsby i Gjesdal kommune i Rogaland fylke i Norge. Byen ligger 10 km syd for Sandnes hvor Figgjo løber ud fra Edlandsvatnet. Ud over det gamle Ålgård centrum er Bærland, Fiskebekk, Opstad og Solås regnet som en del af byen, der har omkring 9.000 indbyggere
Ålgård voksede op omkring De Forenede Ullvarefabrikker (DFU). Fabrikken blev grundlagt af haugianeren Ole Nielsen i 1870. Fabrikken lå før dette på Eikeland i Sandnes, men blev flyttet til Ålgård, hvor man kunne udnytte vandkraft til at drive maskinar. Ålgård ligger i et område med mange landbrug, og mange har fårehold, så det var let at få uld til fabrikken. Ole Nielsen var også involveret i opførelsen af en skole og Ålgård kirke.
Ålgårdbanen blev åbnet i 1924. Banen gik mellem Ålgård og Sandnes, og var tænkt som en del af Sørlandsbanen.
Uldvarefabrikken er nu nedlagt, men bygningerne bruges nu til indkøbscenter og bibliotek. E39 går gennem byen.